# محافظه‌کاری لیبرال
محافظه‌کاری لیبرال یک ایدئولوژی سیاسی است که سیاست‌های محافظه‌کارانه را با مواضع لیبرال به ویژه در مورد مسائل اقتصادی، اجتماعی و اخلاقی ترکیب می‌کند یا گونه‌ای از محافظه‌کاری سیاسی است که به شدت تحت تأثیر لیبرالیسم قرار گرفته است.
محافظه‌کاری لیبرال شامل دیدگاه لیبرالیسم کلاسیک از مداخله حداقلی دولت در اقتصاد است که بر اساس آن افراد باید آزاد باشند تا در بازار شرکت کنند و بدون دخالت دولت تولید ثروت نمایند.  با این حال، محافظه‌کاری لیبرال همچنین معتقد است که افراد نمی‌توانند در سایر حوزه‌های زندگی به‌طور کامل به این شیوه وابسته باشند و با مسئولیت پذیری رفتار کنند، بنابراین محافظه کاران لیبرال معتقدند که وجود یک دولت بااقتدار برای اجرایی شدن قانون و نظم الزامیست، همچنین به نهادهای اجتماعی نیز برای پرورش حس وظیفه‌شناسی و مسئولیت پذیری نیاز است.  آنها همچنین به همراه برخی مواضع محافظه‌کاری اجتماعی از آزادی‌های مدنی پشتیبانی می‌کنند. در اروپا، محافظه‌کاری لیبرال شکل غالب محافظه‌کاری مدرن و راست میانه است.